# سوشتدت

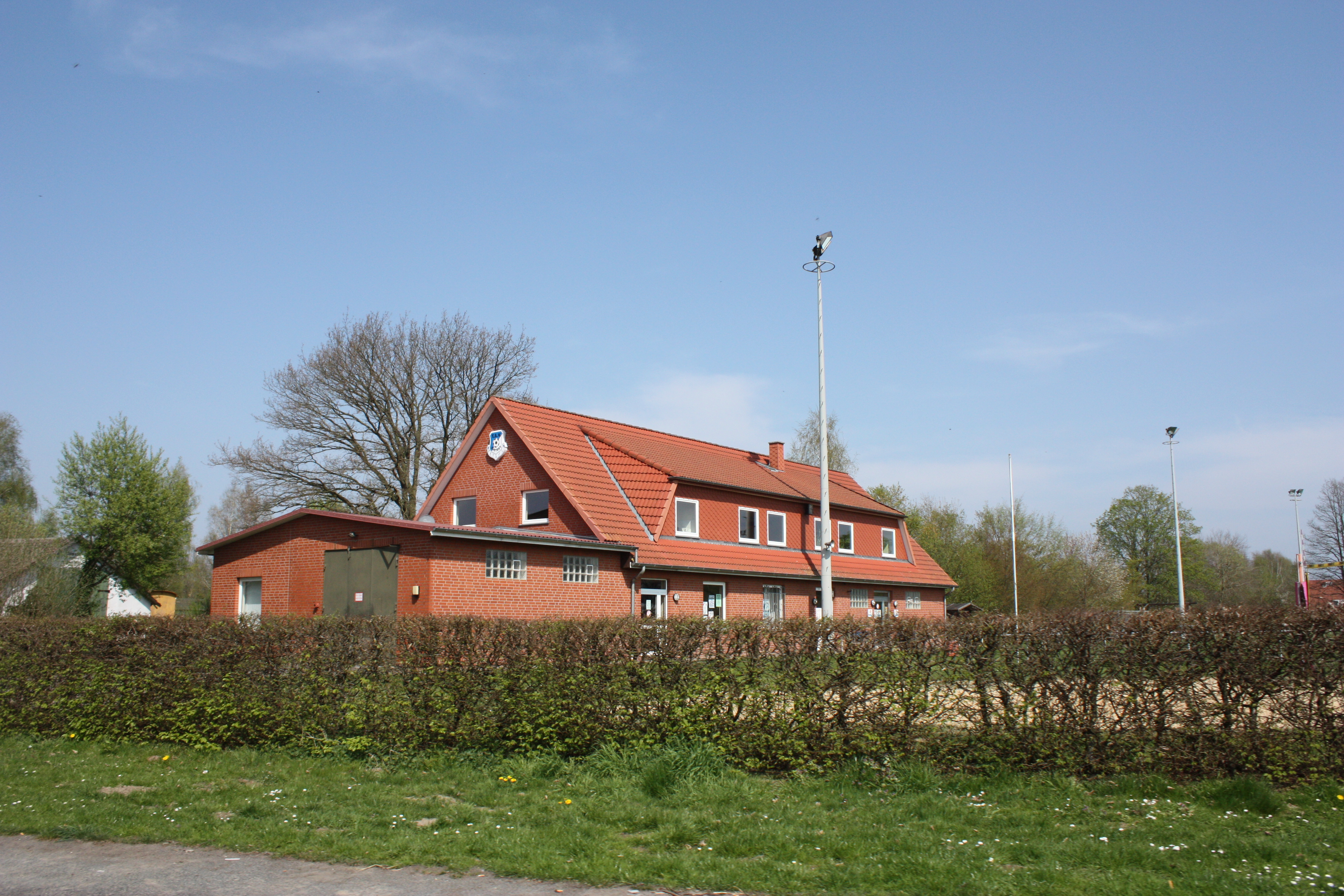
سوشتدت

سوشتدت (به آلمانی: Süstedt) یک منطقهٔ مسکونی در آلمان است که در Diepholz واقع شده‌است. سوشتدت ۱٬۵۵۹ نفر جمعیت دارد.